# Північні води
«Північні води» (англ. The North Water) — п’ятисерійний мінісеріал 2021 року, заснований на однойменному романі Іена Макгуайра 2016 року, режисером якого став Ендрю Гейґ, у головних ролях — Колін Фаррелл і Джек О’Коннелл. Серіал вперше показали на AMC+ 15 липня 2021 року перед прем’єрою у Великій Британії на BBC Two 10 вересня 2021 року та в Канаді на Super Channel Fuse через тиждень 19 вересня з подальшою загальнонаціональною трансляцією на CBC англійською мовою та ICI Radio-Canada Télé французькою мовою.

## У ролях
| Актор          | Роль                  |
| -------------- | --------------------- |
| Колін Фаррелл  | Генрі Дракс           |
| Джек О'Коннелл | Патрік Самнер         |
| Стівен Ґрем    | капітан Артур Браунлі |
| Том Кортні     | Бакстер               |
| Сем Спруел     | Майкл Кавендіш        |
| Пітер Маллан   | священик              |
| Роланд Мьоллер | Отто                  |
| Нів Нільсен    | Анна                  |

## Епізоди
| № серії | Назва серії                  | Режисер(и) | Сценарист(и) | Оригінальна дата виходу |
| ------- | ---------------------------- | ---------- | ------------ | ----------------------- |
| 1       | «Behold the Man»             | Ендрю Гейґ | Ендрю Гейґ   | 15 липня 2021           |
| 2       | «We Men Are Wretched Things» | Ендрю Гейґ | Ендрю Гейґ   | 22 липня 2021           |
| 3       | «Homo Homini Lupus»          | Ендрю Гейґ | Ендрю Гейґ   | 29 липня 2021           |
| 4       | «The Devils of the Earth»    | Ендрю Гейґ | Ендрю Гейґ   | 5 серпня 2021           |
| 5       | «To Live Is To Suffer»       | Ендрю Гейґ | Ендрю Гейґ   | 12 серпня 2021          |

## Виробництво
Розробка почалася наприкінці 2016 року. Канадський суспільний мовник CBC/Radio-Canada та преміум-телеканал Super Channel приєдналися до співпраці як співпродюсери серіалу.
У лютому 2019 року було оголошено, що Коліна Фаррелла взяли на головну роль. Джек О'Коннелл приєднався у квітні, разом з Стівеном Гремом, Томом Кортні та Пітером Малланом. Зйомки розпочалися в жовтні 2019 року в Угорщині  та на норвезькому архіпелазі Шпіцберген, причому виробнича група подорожувала на північ аж до 81 градуса, щоб зняти сцени дрейфу льоду.
У травні 2019 року канадський композитор і саунд-художник Тім Гекер оголосив, що його найняли композитором шоу.
У березні 2020 року через пандемію COVID-19 зйомки довелося призупинити. Останні чотири дні зйомок були завершені пізніше на студії у Великій Британії.

## Зовнішні посилання
- Північні води на сайті IMDb (англ.)